# 市田村 (愛知県)
市田村（いちだむら）は、愛知県中島郡にかつてあった村である。
現在の稲沢市の南東部（北市場町・北市場本町・増田北町・増田南町・増田西町・増田東町など）と清須市北部（西市場）に該当する。
村名は、前身の村名から一文字ずつとった合成地名である。

## 歴史
- 1889年（明治22年）10月1日 - 西市場村、北市場村、増田村が合併し、市田村が発足。
- 1906年（明治39年）5月10日 - 四家村、島田村、奥田村、日下部村が合併し、大里村が発足。同日市田村廃止。
- 1909年（明治42年）10月1日 - 旧・市田村の一部（西市場）が分離し、西春日井郡清洲町に編入される。